# Samuel Eto'o
Samuel Eto'o (sinh ngày 10 tháng 3 năm 1981 tại Nikon, Cameroon) là cựu tiền đạo bóng đá người Cameroon. Anh là cầu thủ châu Phi giành nhiều danh hiệu nhất mọi thời đại. Anh sở hữu kỷ lục 4 lần giành danh hiệu Cầu thủ xuất sắc nhất châu Phi (bằng với Yaya Touré). Hiện anh đang là chủ tịch Liên đoàn bóng đá Cameroon.
Khoác áo ĐTQG Cameroon khi mới 16 tuổi, được xem là tài năng trẻ triển vọng nhất Thế giới lúc bấy giờ, không quá khó hiểu khi Real Madrid muốn chiêu mộ bằng được Eto'o thời điểm ấy. Ở tuổi 19, Eto'o là trụ cột giúp U23 Cameroon giành HCV bóng đá nam Olympic năm 2000. Anh cũng đã tham dự 4 kỳ World Cup và 6 lần tham dự Cúp bóng đá châu Phi (là nhà vô địch hai lần) và là cầu thủ ghi nhiều bàn thắng nhất trong lịch sử của Cúp bóng đá châu Phi, với 18 bàn thắng. Anh cũng là cầu thủ ghi nhiều bàn thắng nhất mọi thời đại của Cameroon với 58 bàn thắng. Anh tuyên bố giã từ ĐTQG vào ngày 27/8/2014. Năm 2015, Eto'o nhận được giải thưởng Golden Foot.
Eto'o ghi được hơn 100 bàn thắng trong 5 mùa giải với Barcelona, và cũng là người giữ kỷ lục về số lần ra sân của một cầu thủ châu Phi tại La Liga. Năm 2010, anh trở thành cầu thủ duy nhất có 2 cú ăn ba trong 2 năm liên tiếp, và giành hai chức vô địch Champions League liên tiếp với 2 CLB khác nhau. Eto'o là cầu thủ đầu tiên trong lịch sử ghi bàn trong hai trận chung kết UEFA Champions League liên tiếp.
Samuel Eto'o được các nhà chuyên môn tại châu Phi đánh giá là "Cầu thủ châu Phi Vĩ đại nhất mọi Thời đại" khi vượt qua những Abedi Pele, Jay-Jay Okocha, Nwankwo Kanu, Roger Milla. Didier Drogba xếp thứ 3, George Weah xếp thứ 2 trong cuộc bầu chọn này.
Eto'o được biết đến với biệt danh "Báo đen". Ngày 7 tháng 9 năm 2019, Samuel Eto'o chính thức giã từ sự nghiệp thi đấu quốc tế sau 27 năm thi đấu chuyên nghiệp.
Vào tháng 9 năm 2021, Samuel Eto'o, tuyên bố ứng cử chức chủ tịch Liên đoàn bóng đá Cameroon (Fecafoot). Ngày 12 tháng 12 cùng năm, anh chính thức trở thành Chủ tịch Liên đoàn bóng đá Cameroon.
Vào ngày 7 tháng 3 năm 2025, Tòa án Trọng tài Thể thao đã ra lệnh khôi phục tư cách ứng cử của Samuel Eto'o trong danh sách ứng cử viên cho cuộc bầu cử thành viên của ủy ban điều hành CAF.

## Sự nghiệp câu lạc bộ

### Mallorca RCD
Eto'o bị Real Madrid rao bán cho Mallorca vì không tìm được 1 vị trí vững chắc trong đội hình vào năm 2000. Đó là khoảng thới gian bước ngoặt trong sự nghiệp của anh. Anh đã giúp CLB đoạt Cúp Nhà vua 2003. Sau đó, Eto'o được nhận lấy chiếc băng thủ quân, góp phần đưa Mallorca lần đầu tiên dự Champions League. Trước khi rời đi, anh cũng trở thành chân sút vĩ đại nhất của CLB. 

### Barcelona

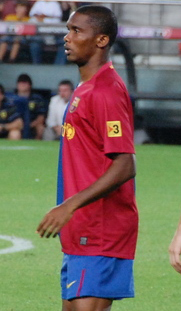
Eto'o chơi cho Barcelona.

Samuel Eto'o chuyển đến Barcelona tháng 8-2004 từ Mallorca với mức phí chuyển nhượng là 24 triệu Euro. Eto'o có trận đấu đầu tiên trong màu áo Barca vào ngày 29-8-2004 với CLB Racing Santander. Eto'o đã đoạt danh hiệu Pichichi (Cầu thủ ghi nhiều bàn thắng nhất tại giải vô địch quốc gia Tây Ban Nha La Liga) vào năm 2006, với 26 bàn thắng. Cũng trong mùa giải thành công 2005-2006, Eto'o đã ghi 6 bàn thắng tại cúp châu âu UEFA Champion League, trong đó có bàn thắng ấn định chiến thắng 2-1 được ghi ở phút thứ 76 trận chung kết với CLB Arsenal.
Ngày 14 tháng 2 năm 2009, anh ghi bàn thứ 99 và 100 tại La Liga cho Barcelona trong trận hòa 2–2 với Real Betis. Eto'o ghi bàn thứ 30 trong mùa giải 2008–09 trong trận đấu với Real Valladolid. Trận đấu kết thúc với tỉ số 1–0 và Barcelona dẫn trước Real Madrid 6 điểm. Anh cũng ghi bàn trong trận đấu với Villarreal CF qua đó giúp Barcelona vô địch La Liga sớm. Eto'o đã toả sáng trong trận chung kết UEFA Champions League 2009 với Manchester United khi ghi bàn mở tỷ số ở phút thứ 10 qua đó giúp đội bóng của anh giành chiến thắng chung cuộc 2-0.
Mùa giải 2008-2009 là một mùa giải thành công nhất trong lịch sử Barça khi đội bóng giành cú ăn sáu. Trong năm mùa giải chơi bóng cùng Barcelona, Eto'o đã ghi được 108 bàn thắng

### Inter Milan
Chuyển sang Inter Milan vào tháng 7 năm 2009 với thỏa thuận Ibrahimovic chuyển sang Barcelona thi đấu,
cũng tại Inter Milan, anh vẫn chứng tỏ được khả năng của mình và là một trụ cột không thể thiếu được trong sơ đồ chiến thuật của huấn luyện viên Jose Mourinho. Tuy nhiên anh đã bị xếp đá thấp hơn so với Diego Milito, Là linh hồn trong mọi đợt phản - tấn công, anh thường xuyên được bầu chọn là cầu thủ xuất sắc nhất trận đấu tại Serie A, cũng như tại UEFA Champions League, đặc biệt Samuel Eto'o chính là nhân tố giúp Inter đánh bại đội bóng cũ Barcelona của mình tại đấu trường này - đội bóng mùa trước từng cùng anh giành cú ăn 6 lịch sử. Cũng trong thời gian ở Inter anh đã đi vào lịch sử khi là người tham gia đầy đủ ở 3 trân chung kết champions league đầu tiên và đều đi đến thắng lợi sau cùng, anh cũng là người góp công lới vào cú ăn ba thần thánh của Inter mùa giải 2009/2010 khi vô địch trên cả ba mặt trận là Copa Italy, Serie A, Champions league.

### FC Anzhi Makhachkala
Sau khi tạo dấu ấn rất lớn ở Inter Milan, là linh hồn trong lối chơi của đội bóng thủ đô nước Ý, anh đã được trải thảm đỏ để sang đội bóng nhà giàu nước Nga thi đấu. Tại đây, anh đã trở thành cầu thủ nhận lương cao nhất thế giới, 400.000 euro/tuần.
Tuy nhiên đến tháng 7/2013, CLB Anzhi Makhachkala đã phải cắt giảm phân lớn chi phí hoạt động do ông chủ CLB là tỷ phú Suleyman Kerimov đã bị điều tra về những vi phạm kinh tế cùng với việc thua lỗ trong kinh doanh. Vì vậy Eto'o đã bi CLB Anzhi Makhachkala cắt giảm lương và anh đã yêu cầu được giải phóng hợp đồng để tìm CLB mới.

### Chelsea
Ngày 29 tháng 8 năm 2013, trang chủ câu lạc bộ Chelsea chính thức xác nhận Eto'o đã ký vào bảng hợp đồng có thời hạn 1 năm với đội chủ sân Stamford Bridge. Anh sẽ mang số áo 29, số áo đang thuộc về tiền đạo Demba Ba, và Chelsea đã quyết định đổi số áo của Demba Ba thành số 19. Tại Chelsea Eto'o sẽ tái ngộ với huấn luyện viên José Mourinho, người đã từng làm việc với anh ở Inter Milan.
Anh có bàn thắng đầu tiên cho câu lạc bộ mới đến trong trận thắng 4-1 trước Cardiff City vào ngày 19 tháng 10, trước đó anh đã kiến tạo cho Eden Hazard ghi bàn mở tỉ số. Ngày 7 tháng 11 anh lập cú đúp giúp Chelsea thắng Schalke 04 4-0 trong trận đấu thuộc khuôn khổ lượt về vòng bảng Champions League.
Ngày 19/01/2014 Eto'o có cú Hatrick đầu tiên cho Chelsea vào lưới Manchester United tại vòng 22 Ngoại Hạng Anh, giúp Chelsea thắng chung cuộc 3-1. Anh ghi tên mình là cầu thủ thứ 4 ghi được 3 bàn thắng vào lưới Manchester United từ năm 1954 tại các giải quốc nội Anh.

### Everton
Hợp đồng của Eto'o với Chelsea hết hạn vào cuối mùa giải mùa 2013–14, và vào ngày 26 tháng 8 năm 2014, anh gia nhập đội bóng đồng hương Anh Premier League Everton, ký hợp đồng hai năm. Anh ra mắt bốn ngày sau đó, ghi một bàn bằng cú đánh đầu trong trận thua 3–6 trên sân nhà trước Chelsea. Vào ngày 26 tháng 10, Eto'o lập cú đúp cho Everton, ghi bàn mở tỷ số và dứt điểm từ ngoài vòng cấm, khi Toffees đánh bại Burnley 3−1.
Anh nói rằng anh  muốn vô địch UEFA Europa League với Everton, một giải đấu mà anh ấy chưa từng vô địch trước đây. Tuy nhiên, Eto'o đã rời đi giữa mùa giải đầu tiên tại Everton, ghi 4 bàn sau 20 trận trên mọi đấu trường cho họ.

### Sự nghiệp sau này và giải nghệ
Vào ngày 27 tháng 1 năm 2015, Eto'o trở lại Serie A của Ý, gia nhập Sampdoria với bản hợp đồng có thời hạn hai năm rưỡi.
Vào ngày 25 tháng 6 năm 2015, Eto'o chuyển đến đội bóng Thổ Nhĩ Kỳ Antalyaspor theo hợp đồng 3 năm. Anh ra mắt vào ngày 15 tháng 8 năm 2015 trong trận đấu Süper Lig 2015-16 với İstanbul Başakşehir, ghi hai bàn thắng và giúp Antalyaspor thắng 3–2. Eto'o đã có một khởi đầu mùa giải xuất sắc, ghi 13 bàn sau 15 trận đầu tiên và được bổ nhiệm làm cầu thủ kiêm huấn luyện viên tạm thời cho đội sau khi huấn luyện viên trước đó, Yusuf Şimşek, bị sa thải vào ngày 7 tháng 12. Anh tiếp tục giữ chức vụ này cho đến khi José Morais được thuê làm người thay thế lâu dài cho Şimşek vào ngày 6 tháng 1 năm 2016.
Vào ngày 31 tháng 1 năm 2018, sau khi rời Antalyaspor theo sự đồng ý của cả hai, Eto'o gia nhập đối thủ trong giải đấu Konyaspor theo hợp đồng có thời hạn hai năm rưỡi.
Anh ký hợp đồng với Qatar SC vào tháng 8 năm 2018. Vào tháng 2 năm 2019, anh cho biết anh muốn tiếp tục thi đấu thêm một năm nữa.
Vào ngày 7 tháng 9 năm 2019, Eto'o tuyên bố giã từ sự nghiệp bóng đá.

## Sự nghiệp đội tuyển quốc gia
Tính đến năm 2014 (tức đến khi chia đội tuyển quốc gia Cameroon), Samuel Eto'o đã chơi cho đội tuyển bóng đá Cameroon 118 trận và ghi được 56 bàn thắng. Trong đó, trận đấu quốc tế đầu tiên của anh là trận giao hữu với đội tuyển Costa Rica vào ngày 9 tháng 3 năm 1996.
Anh là cầu thủ ghi nhiều bàn thắng nhất mọi thời đại của Cameroon

## Thống kê sự nghiệp

### Câu lạc bộ
Tính đến ngày 13 tháng 4 năm 2019.
| Câu lạc bộ          | Mùa giải            | Vô địch quốc gia       | Vô địch quốc gia | Vô địch quốc gia | Hạng đấu | Hạng đấu | Cúp châu lục | Cúp châu lục | Khác    | Khác   | Tổng cộng | Tổng cộng |
| Câu lạc bộ          | Mùa giải            | Hạng đấu               | Số trận          | Số bàn           | Số trận  | Số bàn   | Số trận      | Số bàn       | Số trận | Số bàn | Số trận   | Số bàn    |
| ------------------- | ------------------- | ---------------------- | ---------------- | ---------------- | -------- | -------- | ------------ | ------------ | ------- | ------ | --------- | --------- |
| Leganés (mượn)      | 1997–98             | Segunda División       | 28               | 3                | 2        | 1        | 0            | 0            | —       | —      | 30        | 4         |
| Leganés (mượn)      | Tổng cộng           | Tổng cộng              | 28               | 3                | 2        | 1        | 0            | 0            | —       | —      | 30        | 4         |
| Real Madrid         | 1998–99             | La Liga                | 1                | 0                | 0        | 0        | 0            | 0            | —       | —      | 1         | 0         |
| Real Madrid         | 1999–2000           | La Liga                | 2                | 0                | 0        | 0        | 3            | 0            | 1       | 0      | 6         | 0         |
| Real Madrid         | Tổng cộng           | Tổng cộng              | 3                | 0                | 0        | 0        | 3            | 0            | 1       | 0      | 7         | 0         |
| Espanyol (mượn)     | 1998–99             | La Liga                | 0                | 0                | 1        | 0        | 0            | 0            | —       | —      | 1         | 0         |
| Espanyol (mượn)     | Tổng cộng           | Tổng cộng              | 0                | 0                | 1        | 0        | 0            | 0            | —       | —      | 1         | 0         |
| Mallorca            | 1999–2000 (mượn)    | La Liga                | 13               | 6                | 0        | 0        | —            | —            | —       | —      | 13        | 6         |
| Mallorca            | 2000–01             | La Liga                | 28               | 11               | 5        | 2        | –            | –            | –       | –      | 33        | 13        |
| Mallorca            | 2001–02             | La Liga                | 30               | 6                | 1        | 1        | 9            | 3            | –       | –      | 40        | 10        |
| Mallorca            | 2002–03             | La Liga                | 30               | 14               | 6        | 5        | 0            | 0            | –       | –      | 36        | 19        |
| Mallorca            | 2003–04             | La Liga                | 32               | 17               | 2        | 0        | 7            | 4            | 2       | 1      | 43        | 22        |
| Mallorca            | Tổng cộng           | Tổng cộng              | 133              | 54               | 14       | 8        | 16           | 7            | 2       | 1      | 165       | 70        |
| Barcelona           | 2004–05             | La Liga                | 37               | 25               | 1        | 0        | 7            | 4            | —       | —      | 45        | 29        |
| Barcelona           | 2005–06             | La Liga                | 34               | 26               | 0        | 0        | 11           | 6            | 2       | 2      | 47        | 34        |
| Barcelona           | 2006–07             | La Liga                | 19               | 11               | 2        | 1        | 3            | 1            | 3       | 0      | 27        | 13        |
| Barcelona           | 2007–08             | La Liga                | 18               | 16               | 3        | 1        | 7            | 1            | —       | —      | 28        | 18        |
| Barcelona           | 2008–09             | La Liga                | 36               | 30               | 4        | 0        | 12           | 6            | —       | —      | 52        | 36        |
| Barcelona           | Tổng cộng           | Tổng cộng              | 144              | 108              | 10       | 2        | 40           | 18           | 5       | 2      | 199       | 130       |
| Inter Milan         | 2009–10             | Serie A                | 32               | 12               | 2        | 1        | 13           | 2            | 1       | 1      | 48        | 16        |
| Inter Milan         | 2010–11             | Serie A                | 35               | 21               | 4        | 5        | 10           | 8            | 4       | 3      | 53        | 37        |
| Inter Milan         | 2011–12             | Serie A                | 0                | 0                | 0        | 0        | 0            | 0            | 1       | 0      | 1         | 0         |
| Inter Milan         | Tổng cộng           | Tổng cộng              | 67               | 33               | 6        | 6        | 23           | 10           | 6       | 4      | 102       | 53        |
| Anzhi Makhachkala   | 2011–12             | Russian Premier League | 22               | 13               | 1        | 0        | 0            | 0            | —       | —      | 23        | 13        |
| Anzhi Makhachkala   | 2012–13             | Russian Premier League | 25               | 10               | 3        | 2        | 16           | 9            | —       | —      | 44        | 21        |
| Anzhi Makhachkala   | 2013–14             | Russian Premier League | 6                | 2                | 0        | 0        | 0            | 0            | —       | —      | 6         | 2         |
| Anzhi Makhachkala   | Tổng cộng           | Tổng cộng              | 53               | 25               | 4        | 2        | 16           | 9            | —       | —      | 73        | 36        |
| Chelsea             | 2013–14             | Premier League         | 21               | 9                | 3        | 0        | 9            | 3            | 2       | 0      | 35        | 12        |
| Chelsea             | Tổng cộng           | Tổng cộng              | 21               | 9                | 3        | 0        | 9            | 3            | 2       | 0      | 35        | 12        |
| Everton             | 2014–15             | Premier League         | 14               | 3                | 1        | 0        | 4            | 1            | 1       | 0      | 20        | 4         |
| Everton             | Tông cộng           | Tông cộng              | 14               | 3                | 1        | 0        | 4            | 1            | 1       | 0      | 20        | 4         |
| Sampdoria           | 2014–15             | Serie A                | 18               | 2                | —        | —        | —            | —            | —       | —      | 18        | 2         |
| Sampdoria           | Tổng cộng           | Tổng cộng              | 18               | 2                | —        | —        | —            | —            | —       | —      | 18        | 2         |
| Antalyaspor         | 2015–16             | Süper Lig              | 31               | 20               | 1        | 0        | —            | —            | —       | —      | 32        | 20        |
| Antalyaspor         | 2016–17             | Süper Lig              | 30               | 18               | 0        | 0        | —            | —            | —       | —      | 30        | 18        |
| Antalyaspor         | 2017–18             | Süper Lig              | 15               | 6                | 0        | 0        | —            | —            | —       | —      | 15        | 6         |
| Antalyaspor         | Tổng cộng           | Tổng cộng              | 76               | 44               | 1        | 0        | —            | —            | —       | —      | 77        | 44        |
| Konyaspor           | 2017–18             | Süper Lig              | 17               | 6                | 1        | 0        | —            | —            | —       | —      | 18        | 6         |
| Konyaspor           | Tổng cộng           | Tổng cộng              | 13               | 6                | 1        | 0        | —            | —            | —       | —      | 14        | 6         |
| Qatar SC            | 2018–19             | Qatar Stars League     | 16               | 6                | 2        | 3        | —            | —            | —       | —      | 18        | 9         |
| Qatar SC            | Tổng cộng           | Tổng cộng              | 16               | 6                | 2        | 3        | —            | —            | —       | —      | 18        | 9         |
| Tổng cộng sự nghiệp | Tổng cộng sự nghiệp | Tổng cộng sự nghiệp    | 586              | 293              | 45       | 22       | 111          | 48           | 17      | 7      | 759       | 370       |

1. ↑  Ra sân ở Giải vô địch thế giới các câu lạc bộ 2000
2. 1 2  Ra sân ở Siêu cúp bóng đá Tây Ban Nha
3. ↑  2 trận ở Siêu cúp bóng đá Tây Ban Nha 2006, 1 trận ở Siêu cúp châu Âu 2006
4. 1 2  Ra sân ở Siêu cúp bóng đá Ý
5. ↑  1 trận và 2 bàn ở Siêu cúp bóng đá Ý 2010, 1 trận ở Siêu cúp châu Âu 2010, 2 trận và 1 bàn ở Giải vô địch thế giới các câu lạc bộ 2010
6. 1 2  Ra sân ở Cúp Liên đoàn bóng đá Anh

### Đội tuyển quốc gia
| Cameroon  | Cameroon | Cameroon |
| Năm       | Trận     | Bàn      |
| --------- | -------- | -------- |
| 1997      | 3        | 0        |
| 1998      | 5        | 0        |
| 1999      | 1        | 0        |
| 2000      | 9        | 5        |
| 2001      | 9        | 2        |
| 2002      | 13       | 5        |
| 2003      | 7        | 2        |
| 2004      | 9        | 4        |
| 2005      | 6        | 1        |
| 2006      | 5        | 5        |
| 2007      | 3        | 1        |
| 2008      | 11       | 11       |
| 2009      | 8        | 5        |
| 2010      | 12       | 8        |
| 2011      | 9        | 4        |
| 2012      | 2        | 0        |
| 2013      | 4        | 2        |
| 2014      | 3        | 1        |
| Tổng cộng | 118      | 56       |

#### Bàn thắng quốc tế
Source:
| #   | Ngày                 | Đối thủ      | Bàn thắng | Kết quả | Giải đấu                 |
| --- | -------------------- | ------------ | --------- | ------- | ------------------------ |
| 1.  | 28 tháng 1 năm 2000  | Bờ Biển Ngà  | 2–0       | 3–0     | CAN 2000                 |
| 2.  | 6 tháng 2 năm 2000   | Algérie      | 1–0       | 2–1     | CAN 2000                 |
| 3.  | 10 tháng 2 năm 2000  | Tunisia      | 2–0       | 3–0     | CAN 2000                 |
| 4.  | 13 tháng 2 năm 2000  | Nigeria      | 0–1       | 2–2     | CAN 2000                 |
| 5.  | 19 tháng 4 năm 2000  | Somalia      | 3–0       | 3–0     | Vòng loại World Cup 2002 |
| 6.  | 28 tháng 1 năm 2001  | Togo         | 0–1       | 0–2     | Vòng loại World Cup 2002 |
| 7.  | 1 tháng 7 năm 2001   | Togo         | 1–0       | 2–0     | Vòng loại World Cup 2002 |
| 8.  | 7 tháng 1 năm 2002   | Burkina Faso | 1–0       | 3–1     | Giao hữu                 |
| 9.  | 29 tháng 1 năm 2002  | Togo         | 2–0       | 3–0     | CAN 2002                 |
| 10. | 27 tháng 3 năm 2002  | Argentina    | 1–1       | 2–2     | Giao hữu                 |
| 11. | 26 tháng 5 năm 2002  | Anh          | 0–1       | 2–2     | Giao hữu                 |
| 12. | 6 tháng 6 năm 2002   | Ả Rập Xê Út  | 1–0       | 1–0     | World Cup 2002           |
| 13. | 27 tháng 3 năm 2003  | Madagascar   | 2–0       | 2–0     | Tunis Tournament         |
| 14. | 19 tháng 6 năm 2003  | Brasil       | 0–1       | 0–1     | Confed Cup 2003          |
| 15. | 8 tháng 2 năm 2004   | Nigeria      | 1–2       | 1–2     | CAN 2004                 |
| 16. | 6 tháng 6 năm 2004   | Bénin        | 1–1       | 2–1     | Vòng loại World Cup 2006 |
| 17. | 4 tháng 7 năm 2004   | Bờ Biển Ngà  | 1–0       | 2–0     | Vòng loại World Cup 2006 |
| 18. | 15 tháng 9 năm 2004  | Ai Cập       | 3–2       | 3–2     | Vòng loại World Cup 2006 |
| 19. | 4 tháng 6 năm 2005   | Bénin        | 0–4       | 1–4     | Vòng loại World Cup 2006 |
| 20. | 21 tháng 1 năm 2006  | Angola       | 1–0       | 3–1     | CAN 2006                 |
| 21. | 21 tháng 1 năm 2006  | Angola       | 2–1       | 3–1     | CAN 2006                 |
| 22. | 21 tháng 1 năm 2006  | Angola       | 3–1       | 3–1     | CAN 2006                 |
| 23. | 25 tháng 1 năm 2006  | Togo         | 1–0       | 2–0     | CAN 2006                 |
| 24. | 29 tháng 1 năm 2006  | CHDC Congo   | 2–0       | 2–0     | CAN 2006                 |
| 25. | 3 tháng 6 năm 2007   | Liberia      | 0–2       | 1–2     | Vòng loại CAN 2008       |
| 26. | 22 tháng 1 năm 2008  | Ai Cập       | 3–1       | 4–2     | CAN 2008                 |
| 27. | 22 tháng 1 năm 2008  | Ai Cập       | 4–2       | 4–2     | CAN 2008                 |
| 28. | 26 tháng 1 năm 2008  | Zambia       | 4–0       | 5–1     | CAN 2008                 |
| 29. | 30 tháng 1 năm 2008  | Sudan        | 1–0       | 3–0     | CAN 2008                 |
| 30. | 30 tháng 1 năm 2008  | Sudan        | 3–0       | 3–0     | CAN 2008                 |
| 31. | 31 tháng 5 năm 2008  | Cabo Verde   | 2–0       | 2–0     | Vòng loại World Cup 2010 |
| 32. | 8 tháng 6 năm 2008   | Mauritius    | 0–2       | 3–0     | Vòng loại World Cup 2010 |
| 33. | 21 tháng 6 năm 2008  | Tanzania     | 1–0       | 2–1     | Vòng loại World Cup 2010 |
| 34. | 21 tháng 6 năm 2008  | Tanzania     | 2–1       | 2–1     | Vòng loại World Cup 2010 |
| 35. | 11 tháng 10 năm 2008 | Mauritius    | 1–0       | 5–0     | Vòng loại World Cup 2010 |
| 36. | 11 tháng 10 năm 2008 | Mauritius    | 2–0       | 5–0     | Vòng loại World Cup 2010 |
| 37. | 11 tháng 2 năm 2009  | Guinée       | 2–1       | 3–1     | Giao hữu                 |
| 38. | 11 tháng 2 năm 2009  | Guinée       | 3–1       | 3–1     | Giao hữu                 |
| 39. | 5 tháng 9 năm 2009   | Gabon        | 0–2       | 0–2     | Vòng loại World Cup 2010 |
| 40. | 9 tháng 9 năm 2009   | Gabon        | 2–0       | 2–1     | Vòng loại World Cup 2010 |
| 41. | 14 tháng 11 năm 2009 | Maroc        | 0–2       | 0–2     | Vòng loại World Cup 2010 |
| 42. | 17 tháng 1 năm 2010  | Zambia       | 2–1       | 3–2     | CAN 2010                 |
| 43. | 21 tháng 1 năm 2010  | Tunisia      | 1–1       | 2–2     | CAN 2010                 |
| 44. | 19 tháng 6 năm 2010  | Đan Mạch     | 1–0       | 1–2     | World Cup 2010           |
| 45. | 24 tháng 6 năm 2010  | Hà Lan       | 1–1       | 1–2     | World Cup 2010           |
| 46. | 11 tháng 8 năm 2010  | Ba Lan       | 0–1       | 0–3     | Giao hữu                 |
| 47. | 11 tháng 8 năm 2010  | Ba Lan       | 0–2       | 0–3     | Giao hữu                 |
| 48. | 4 tháng 9 năm 2010   | Mauritius    | 0–1       | 1–3     | Vòng loại CAN 2012       |
| 49. | 4 tháng 9 năm 2010   | Mauritius    | 1–2       | 1–3     | Vòng loại CAN 2012       |
| 50. | 3 tháng 9 năm 2011   | Mauritius    | 3–0       | 6–0     | Vòng loại CAN 2012       |
| 51. | 7 tháng 10 năm 2011  | CHDC Congo   | 1–1       | 2–3     | Vòng loại CAN 2012       |
| 52. | 11 tháng 11 năm 2011 | Sudan        | 3–1       | 3–1     | 2011 LG Cup (Morocco)    |
| 53. | 13 tháng 11 năm 2011 | Maroc        | 0–1       | 1–1     | 2011 LG Cup (Morocco)    |
| 54. | 23 tháng 3 năm 2013  | Togo         | 1–0       | 2–1     | Vòng loại World Cup 2014 |
| 55. | 23 tháng 3 năm 2013  | Togo         | 2–1       | 2–1     | Vòng loại World Cup 2014 |
| 56. | 1 tháng 6 năm 2014   | Đức          | 0–1       | 2–2     | Giao hữu                 |

## Danh hiệu

### Câu lạc bộ

#### Espanyol
- Copa del Rey: 1999–2000

#### Mallorca
- Copa del Rey: 2002–03

#### Barcelona
- La Liga: 2004–05, 2005–06, 2008–09
- Copa del Rey: 2008–09
- Supercopa de España: 2005, 2006
- UEFA Champions League: 2005–06, 2008–09

#### Inter Milan
- Serie A: 2009–10
- Coppa Italia: 2009–10, 2010–11
- Supercoppa Italia: 2010
- UEFA Champions League: 2009–10
- FIFA Club World Cup: 2010

### Quốc tế
- Cúp bóng đá châu Phi: 2000, 2002
- Huy chương Vàng Thế vận hội Mùa hè 2000
- Á quân FIFA Confederations Cup: 2003

### Cá nhân
- Cầu thủ xuất sắc thứ ba năm 2005 của FIFA: 2005[28]
- Cầu thủ xuất sắc nhất châu Phi: 2003, 2004, 2005, 2010
- Cầu thủ trẻ xuất sắc nhất châu Phi năm 2001
- Vua phá lưới La Liga 2005–06 (26 bàn)
- Đội hình xuất sắc nhất năm của ESM: 2004–05, 2005–06, 2008–09, 2010–11[29]
- FIFA FIFPro World XI: 2005, 2006[30][31]
- Đội hình châu Phi xuất sắc của năm: 2005, 2006, 2008, 2009, 2010 ,2011
- Cúp Pichichi: 2005–06[32]
- Vua kiến tạo UEFA Champions League : 2005–06[33]
- Vua phá lưới Cúp bóng đá châu Phi: 2006, 2008[34][35].
- Tiền đạo xuất sắc cấp câu lạc bộ của UEFA: 2006[36]
- Quả bóng vàng FIFA Club World Cup: 2010[37]
- Vua phá lưới Coppa Italia : 2010–11[38]
- Bàn chân vàng: 2015[39]
- Cầu thủ xuất sắc của Globe Soccer: 2016[40]